# Кейтлин Тодд
Кейтлин «Кейт» Тодд (англ. Caitlin «Kate» Todd) — персонаж телесериала «Морская полиция: Спецотдел». Роль исполняет Саша Александр.

## Биография
Впервые Кейт появилась в серии «Yankee White», где она была агентом Секретной службы США и охраняла президента Джорджа Буша на борту № 1. Она пыталась остановить расследование NCIS на самолёте. Была вынуждена подать в отставку после того, как стало известно о её связи с коллегой по службе, майором Керри, и сразу же была принята в NCIS под командование Гиббса.
Кейт и Гиббс хорошо относились друг к другу. Она уважала его, он был её наставником и считал, что она может стать хорошим агентом. С Тони всё началось как флирт, потом это было похоже на отношения между братом и сестрой — постоянные шутки, подколы, забота. Когда Тони заразился чумой, их вместе положили в карантин, для диагностики. Кейт не заразилась, но осталась с Тони, несмотря на риск.
Кейт была католичкой и из-за воспитания немного чопорна. Однажды она отказалась признать самоубийство матроса-католика, так как это смертный грех. Тем не менее Кейт была победителем конкурса «Мокрая футболка — 1994» во время каникул в Панаме. Про это прознал Тони и долго её мучил. Также Кейт сделала татуировку на попе в виде розы, хотя Гиббс утверждал — это не роза.

## Смерть
Кейт погибла в последней серии 2 сезона («Twilight»). Её застрелил в голову из снайперской винтовки Ари Хасвари. Перед этим Кейт, Тони и Гиббс штурмовали крышу, где засели террористы и Кейт получила пулевые попадания в бронежилет, она сказала: «Подумала, что умру». Сначала казалось, что Ари пытался убить Гиббса, но нет, он хотел причинить боль Гиббсу, он видел в нём своего ненавистного отца. После смерти Кейт Гиббс очень помягчел, но вскоре вернулась твердость и он решительно хотел отомстить.
В первых 2 сериях 3 сезона «Kill Ari», Кейт являлась в фантазиях своих коллег. В нарядах по желанию фантазёра. У Эбби Кейт была в чёрном готическом платье, в белом длинном парике и с большим крестом на шее. У Макги она в наряде садо-мазо — чёрные сапоги, трусики, корсет, фуражка и, конечно, хлыст, на что Макги отреагировал: «Я становлюсь как Тони!». А у Тони Кейт в наряде католической школьницы — Кейт этим шокирована, позже он поддувает ей юбку и вообще раздевает. Гиббс же винит себя за смерть Кейт устами самой Кейт — почему я мертва, почему не ты. Но на похоронах Гиббс видит Кейт с улыбкой в гробу — ты опоздал на мои похороны. И Гиббс улыбается в ответ, понимая — «Кейт» не винит его в своей смерти.
Кейт посмертно награждена президентской медалью Свободы.
Кейт заменена Зивой Давид, офицером «Моссада», которая позже убьёт Ари, чтобы спасти жизнь Гиббса. Она была не только куратором Ари, но и его сводной сестрой по отцу, замдиректора «Моссада».